# Damy i huzary
Damy i huzary. Komedia we trzech aktach, prozą – trzyaktowa komedia Aleksandra Fredry wystawiona po raz pierwszy we Lwowie w 1825, wydana w 1826 w Wiedniu.

## Opis
Komedia powstała latem 1825, o czym świadczy informacja zawarta we lwowskim czasopiśmie „Rozmaitości” (nr 30, 27.07.1825): „Miłośnikom przyjemnej muzy Aleksandra hr. Fredry donosimy, że ten autor napisał znowu dwie nowych sztuk: Odludek i poeta tudzież Kobiety z huzarami”. Prapremiera sztuki odbyła się we Lwowie 18 listopada 1825, zaś w Warszawie wystawiono ją 14 maja 1826. Drukiem po raz pierwszy ukazała się w 1826 w tomie I zbiorowego wydania komedii Fredry (s. 175–316). Pierwotna wersja pisana była wierszem mieszanym (zachował się jej odpis, natomiast autograf zaginął). W Bibliotece Narodowej przechowywany jest zaś rękopis ostatecznej wersji prozaicznej, będący czystopisem sporządzonym własnoręcznie przez autora na potrzeby cenzury lwowskiej.

## Treść
Akcja rozgrywa się w okresie między kampaniami napoleońskimi 1809 i 1812 r.
W zacisznej wiejskiej posiadłości Majora, skąd niedawno „usunięto ostatnią białogłowę”, goszczą jego koledzy pułkowi. Panowie w spokoju zamierzają oddawać się polowaniom i grze w szachy. Niespodziewanie sielankę przerywa wizyta sióstr gospodarza z gromadą służących. Jedna z sióstr, pani Orgonowa postanowiła bowiem wyswatać swoją córkę Zosię za swego majętnego brata. Mimo początkowych nieporozumień w żołnierzach budzą się męskie instynkty. Ostatecznie intryga kończy się małżeństwem Zosi z młodym Porucznikiem, któremu Major zapisuje swój majątek.

## Postacie
- oficerowie pułku huzarów na urlopie
  - Major
  - Rotmistrz
  - Porucznik
  - Kapelan
- siostry Majora
  - Pani Orgonowa
  - Pani Dyndalska
  - Panna Aniela
- Zofia, córka pani Orgonowej
- stare huzary
  - Grzegorz
  - Rembo
- służące
  - Józia, Zuzia, Fruzia

## Inscenizacje
Sztuka była wyjątkowo często wystawiana na deskach teatrów. Postać Rotmistrza grali tacy aktorzy, jak: Stefan Jaracz, Jan Kurnakowicz, Jerzy Pichelski; Julian Grabiński, Jan Aśnikowski, Feliks Leon Stobiński, Kazimierz Sarnowski; rolę Majora odtwarzali: Mieczysław Frenkiel, Jan Kurnakowicz, Feliks Żukowski, Kazimierz Wichniarz, Tadeusz Kosudarski, Wirgiliusz Gryń, Karol Kremski, Hipolit Wójcicki, Józef Teksel, Adam Bulwiński, Józef Benda, Jan Szymkajło; Jan Szymborski; w rolę Edmunda wcielali się: Janusz Warmiński, Zbigniew Sawan, Zdzisław Mrożewski, Zygmunt Kęstowicz, Mieczysław Wojnicki, Bogusz Bilewski, Wiesław Gołas, Janusz Zakrzeński, Andrzej Żarnecki, Aleksander Bergman; Kapelana grali Aleksander Zelwerowicz, Kazimierz Opaliński, Józef Pilarski, Aleksander Dzwonkowski, Kajetan Nowiński, Józef Cybulski; Rembo lub Grzegorza grali: Tadeusz Kondrat, Lech Ordon, Aleksander Dzwonkowski, Janusz Paluszkiewicz, Czesław Roszkowski, Janusz Kłosiński, Adam Mularczyk, Zdzisław Leśniak; Lechosław Litwiński, Wojciech Dąbrowski, Wacław Gurynowicz, Juliusz Jejde. Orgonową odtwarzały m.in.: Mieczysława Ćwiklińska, Wanda Łuczycka, Jadwiga Chojnacka,  Dyndalską: Lucyna Messal, Józefa Wójcicka, a Zofię: Sylwestra Majdrowicz.
W 1973 Olga Lipińska zrealizowała wersję telewizyjną farsy, która została potem zaliczona do „Złotej Setki Teatru TV”. W obsadzie znaleźli się m.in.: Jan Kobuszewski, Marek Walczewski, Bronisław Pawlik, Wojciech Pokora, Danuta Szaflarska, Ryszarda Hanin, Zofia Kucówna, Bożena Dykiel, Anita Dymszówna, Czesław Roszkowski, Jerzy Turek.

## Galeria

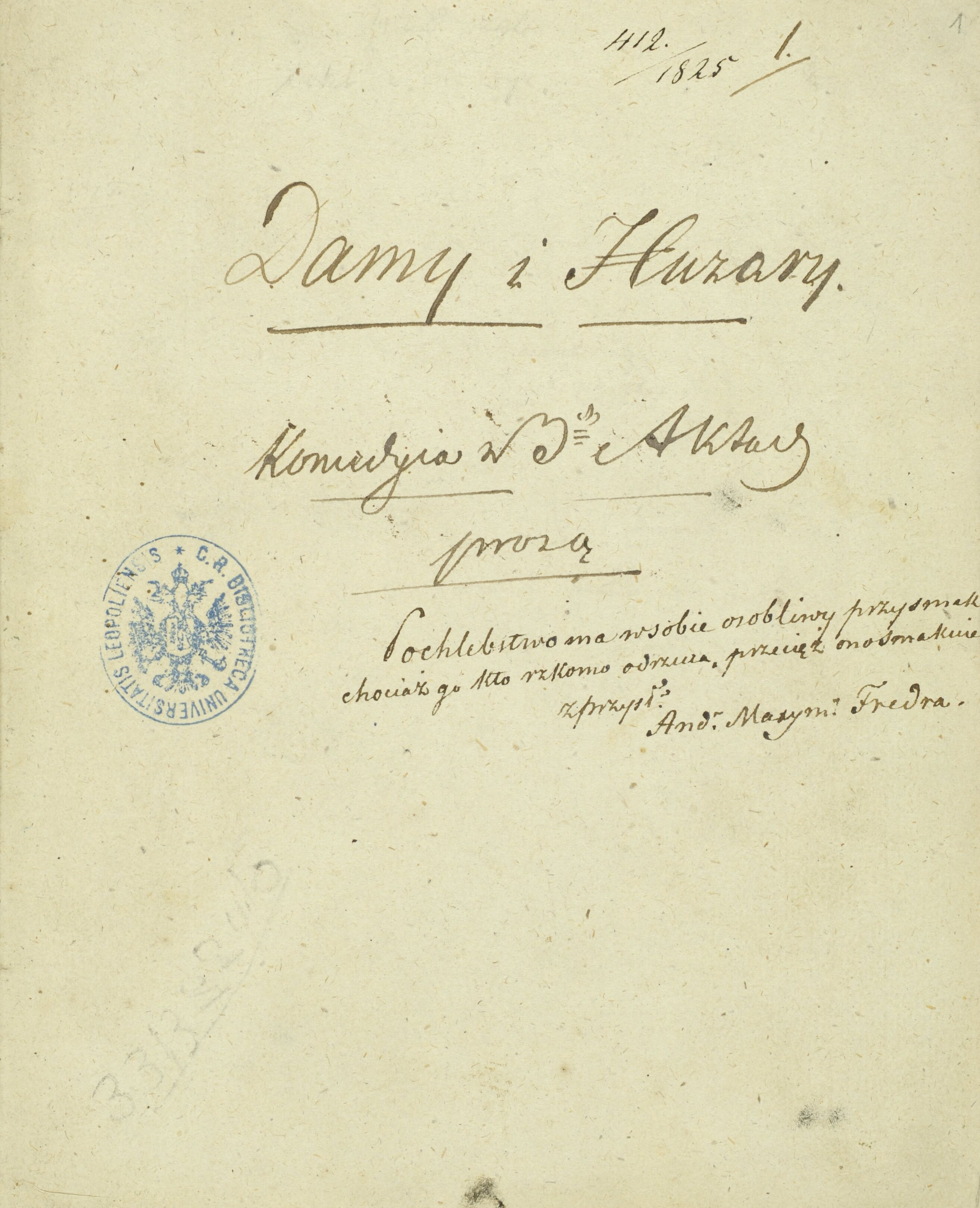
Rękopis, 1825
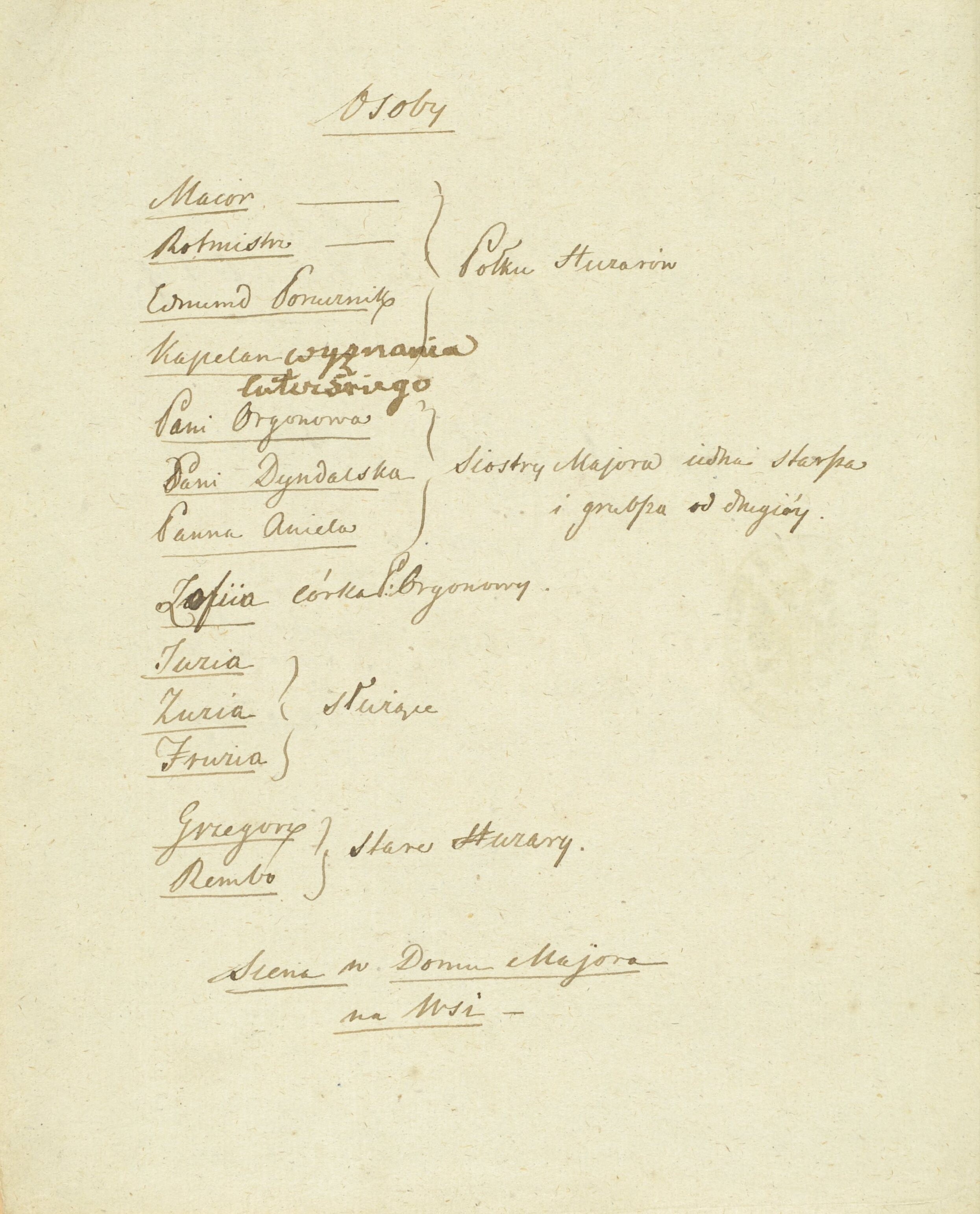
Rękopis, 1825
Afisz, Teatr Polski w Krakowie, 1857
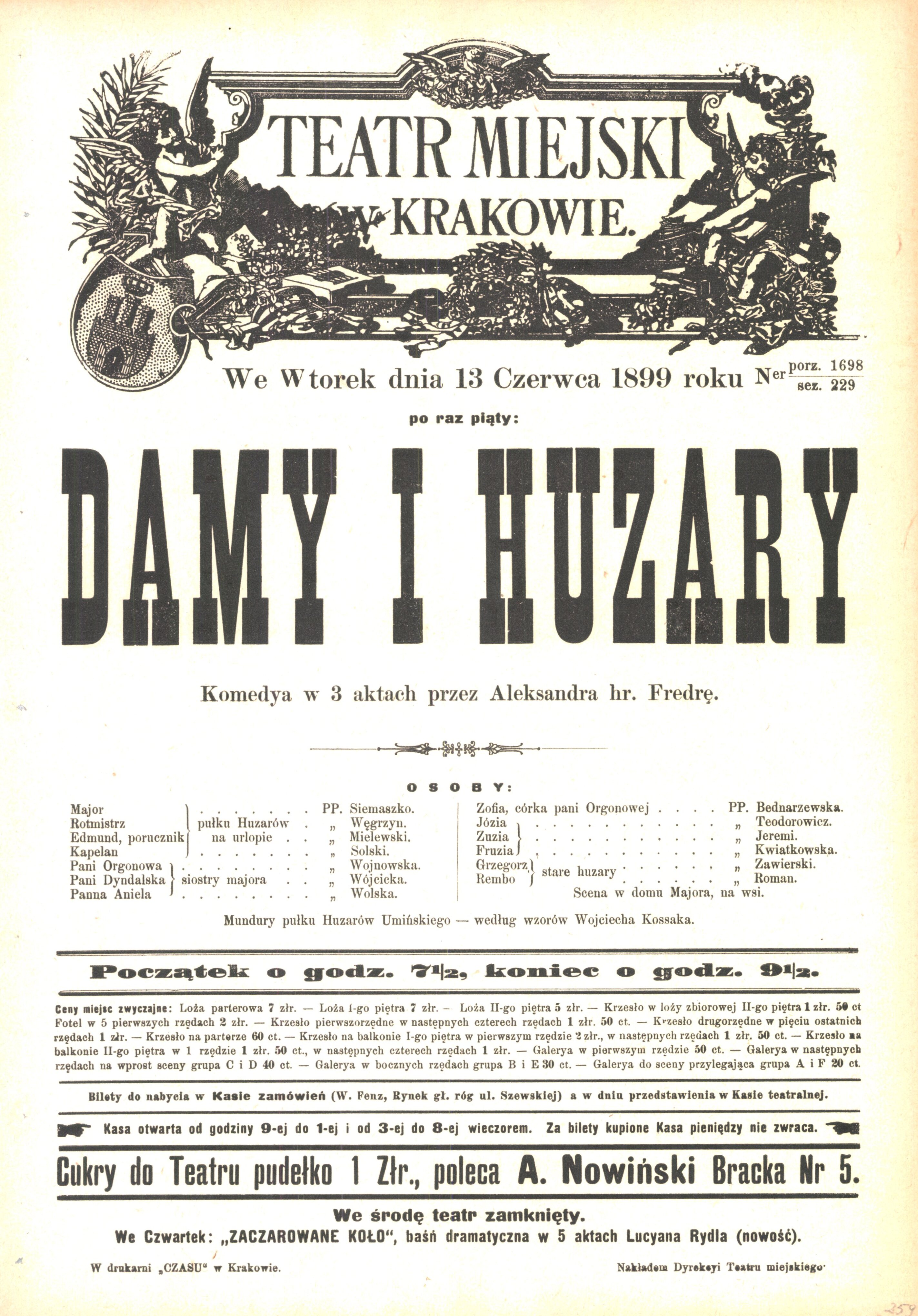
Afisz, Teatr Miejski w Krakowie, 1899
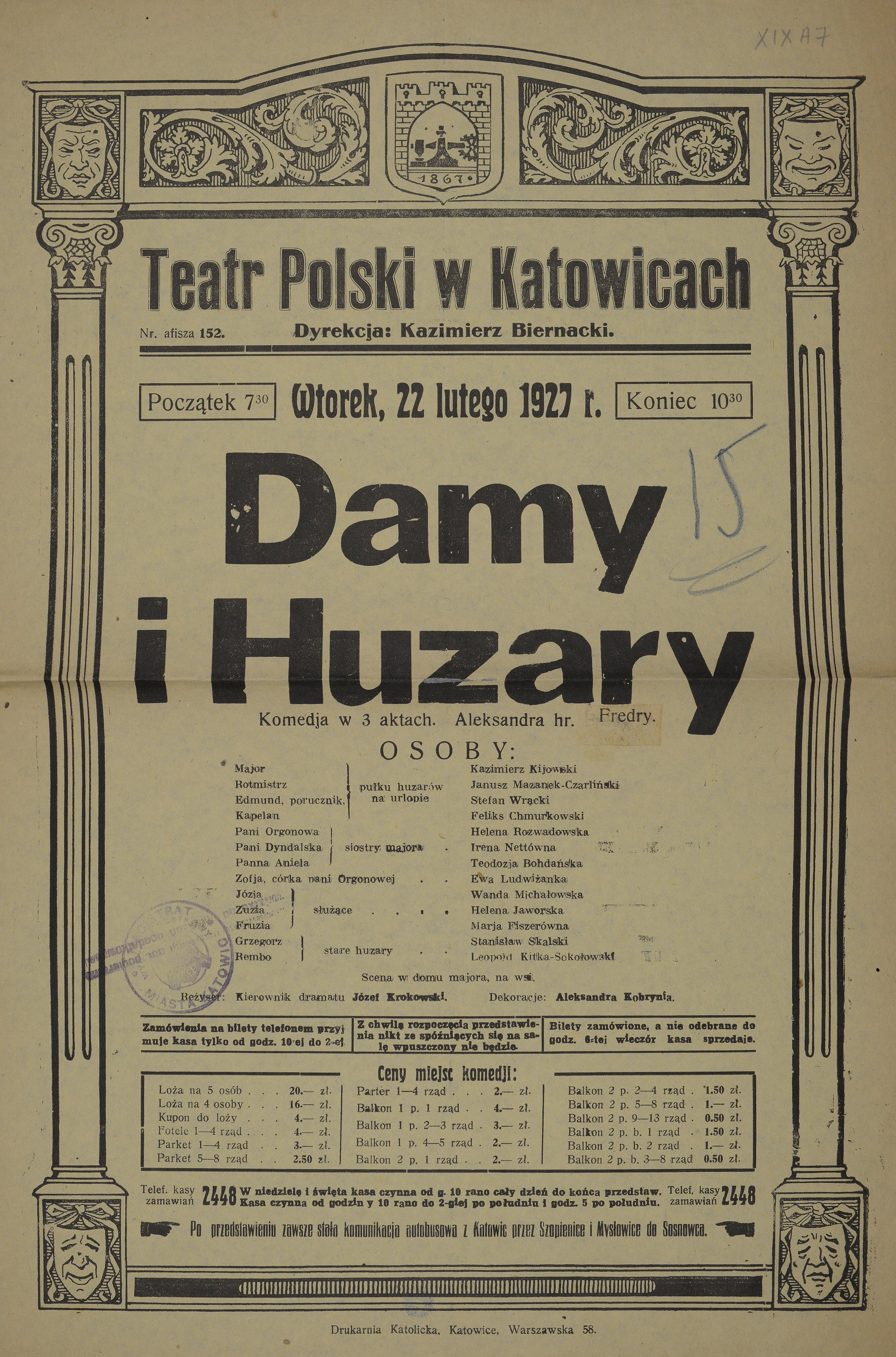
Afisz, Teatr Polski w Katowicach, 1937
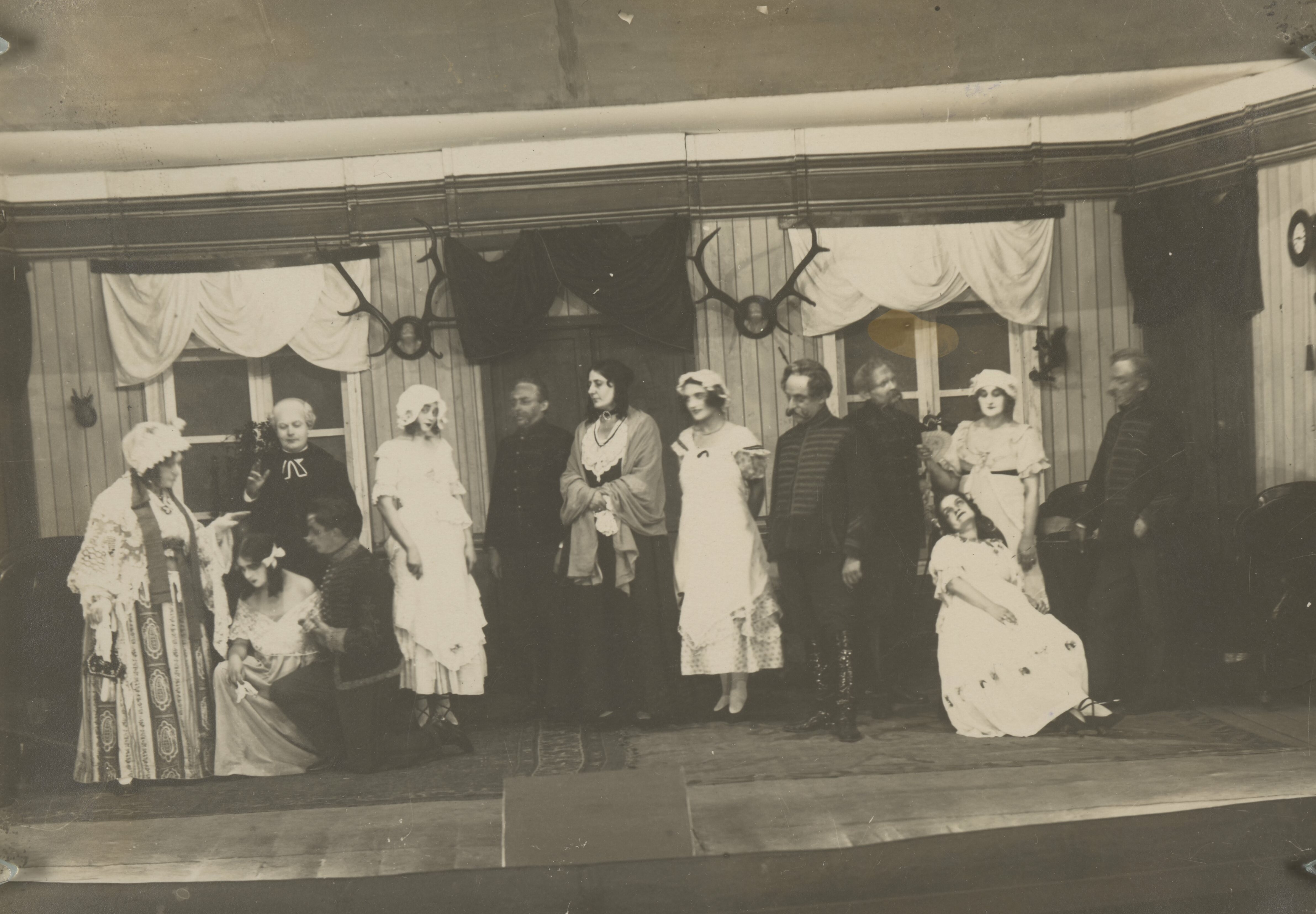
Fotos, Teatr Popularny w Łodzi, 1924/1925
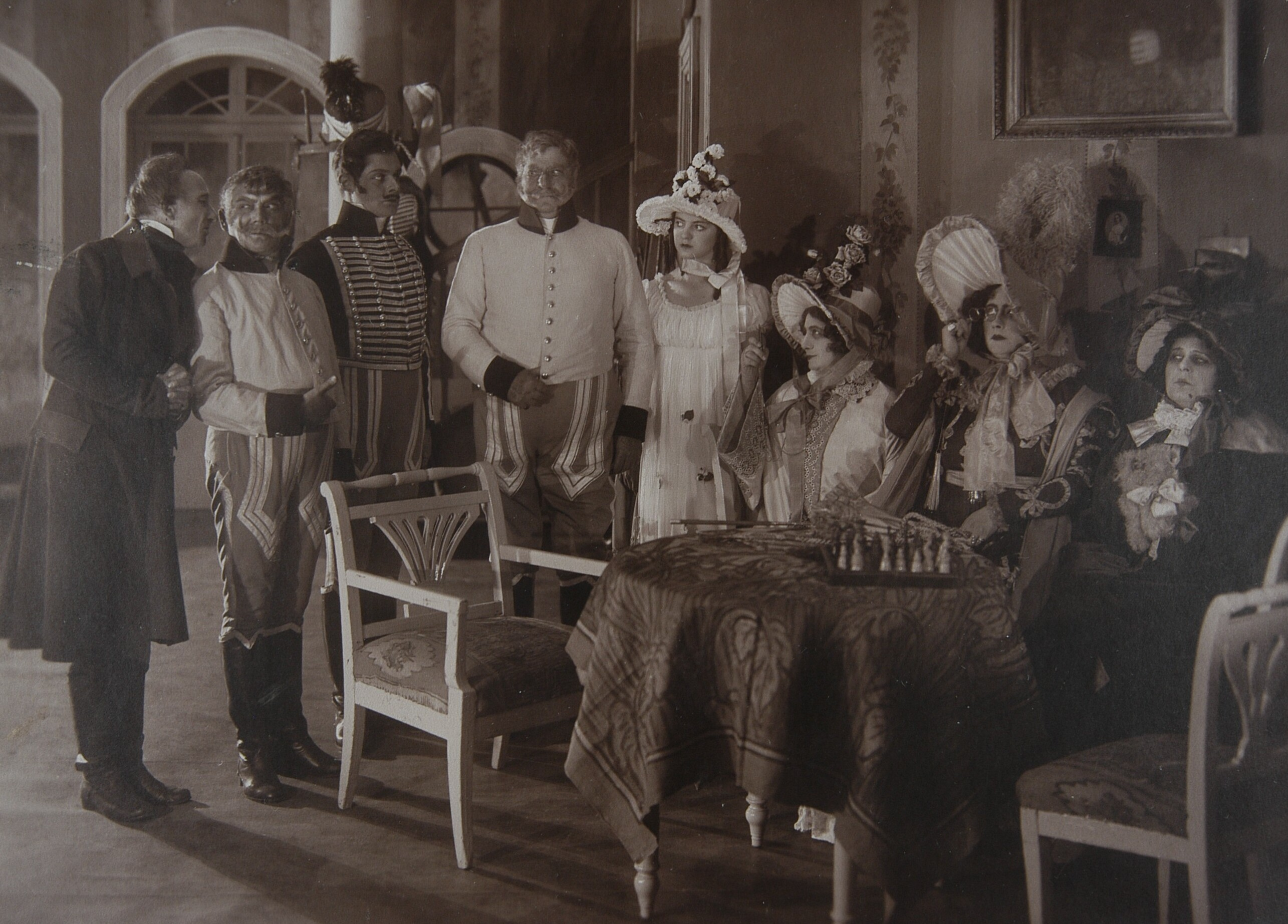
Fotos, Teatr Narodowy w Warszawie, ok. 1925
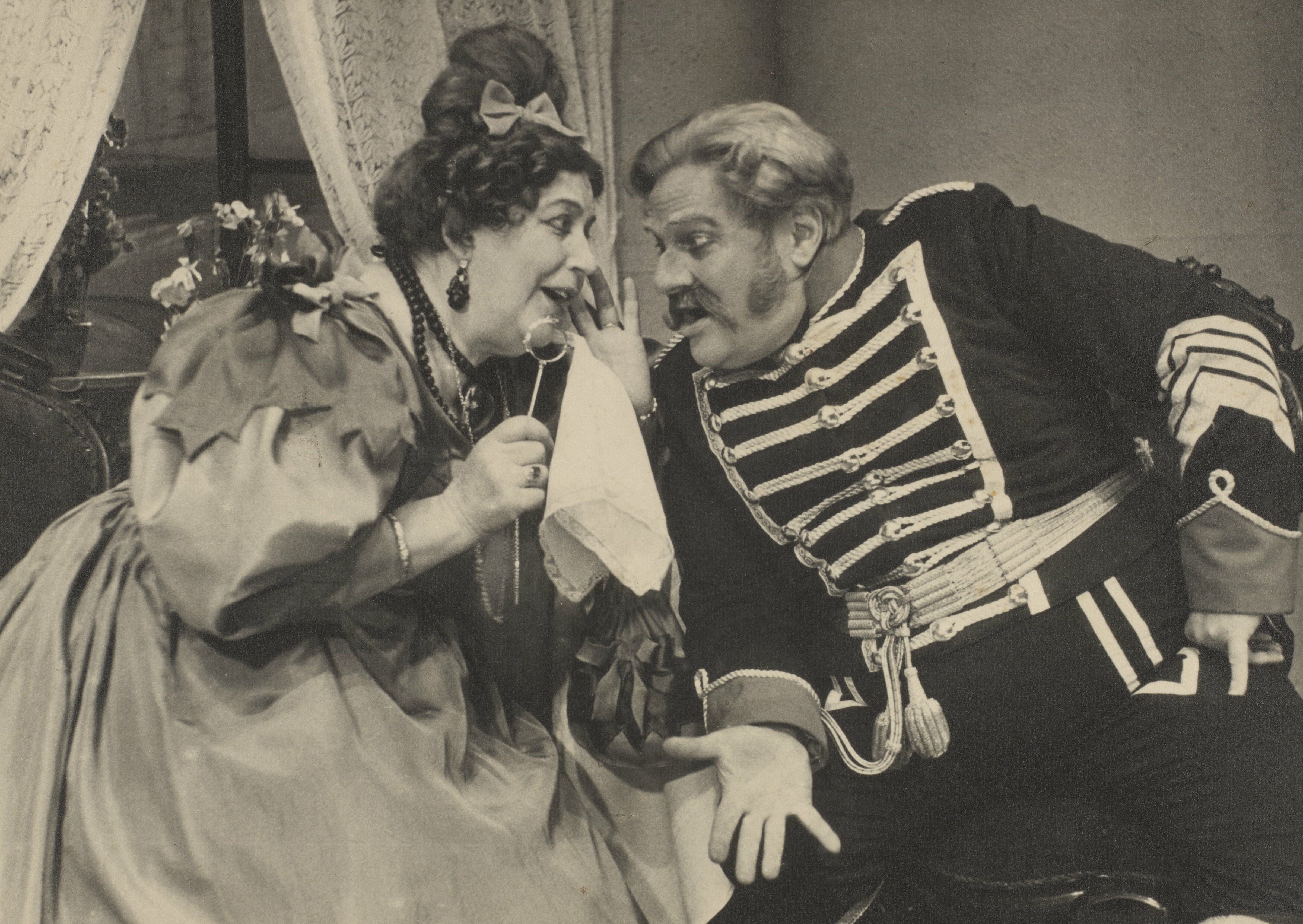
Fotos, Teatr Polski w Poznaniu, 1937